# A 42 szerzetes vértanú
A 42 szerzetes vértanú szentként tisztelt kora középkori bizánci görög szerzetesek csoportja.
Mindannyian a képromboló V. Kónsztantinosz bizánci császár uralkodása alatt, 750 körül szenvedtek mártíromságot képtiszteletük miatt Epheszosz városában. A keresztény egyház szentként tiszteli őket és január 12-én üli emléknapjukat.